# Levitation (album)
Albums de Hawkwind
Live Seventy Nine
(1980) Sonic Attack
(1981)
Singles
1. Who's Gonna Win The War?
Sortie : 7 novembre 1980

Levitation est le dixième album studio du groupe de space rock britannique Hawkwind. Il est sorti en 1980 sur le label Bronze Records.
Le batteur Simon King (en) est remplacé par Ginger Baker au début des séances d'enregistrement. C'est le seul disque de Hawkwind auquel il participe.

## Fiche technique

### Chansons

#### Album original
| 1. | Levitation     | Dave Brock                           | 5:48 |
| 2. | Motorway City  | Dave Brock                           | 6:48 |
| 3. | Psychosis      | Harvey Bainbridge                    | 2:22 |
| 4. | World of Tiers | Harvey Bainbridge, Huw Lloyd-Langton | 3:30 |

| 5. | Prelude                   | Tim Blake                                        | 1:28 |
| 6. | Who's Gonna Win the War?  | Dave Brock                                       | 4:45 |
| 7. | Space Chase               | Huw Lloyd-Langton                                | 3:11 |
| 8. | The 5th Second of Forever | Dave Brock, Huw Lloyd-Langton                    | 3:27 |
| 9. | Dust of Time              | Dave Brock, Harvey Bainbridge, Huw Lloyd-Langton | 6:22 |

#### Rééditions
La réédition remasterisée de l'album parue en 2009 chez Atomhenge inclut huit titres bonus :
| 10. | Valium 10 (version complète)                            | Harvey Bainbridge, Dave Brock, Mick Smith, Steve Swindells (en) | 7:53 |
| 11. | Time of...                                              | Harvey Bainbridge, Dave Brock, Simon King (en), Steve Swindells | 4:11 |
| 12. | Who's Gonna Win the War? (version de Hawklords)         | Dave Brock                                                      | 4:52 |
| 13. | Douglas in the Jungle                                   | Harvey Bainbridge, Dave Brock, Simon King, Steve Swindells      | 6:53 |
| 14. | British Tribal Music                                    | Harvey Bainbridge, Dave Brock, Simon King, Steve Swindells      | 3:56 |
| 15. | Nuclear Toy (face B du single Who's Gonna Win the War?) | Dave Brock, Huw Lloyd-Langton                                   | 3:00 |
| 16. | Who's Gonna Win the War? (version single)               | Dave Brock                                                      | 3:39 |
| 17. | Brainstorm (en concert)                                 | Nik Turner                                                      | 5:47 |

Les titres 10 à 14 ont été enregistrés par Hawklords aux studios Rockfield en 1979. Le titre 17 provient d'un concert donné au Lewisham Odeon le 18 décembre 1980.
Cette réédition inclut également deux disques bonus retraçant l'intégralité du concert du 18 décembre 1980. Ces titres étaient déjà parus sur les albums d'archives Zones (1983), This Is Hawkwind, Do Not Panic (1984) et Hawkwind Anthology (1985).
| 1. | Technicians of Spaceship Earth / Levitation | Dave Brock                                       | 7:28  |
| 2. | Motorway City                               | Dave Brock                                       | 7:36  |
| 3. | Death Trap                                  | Robert Calvert, Dave Brock                       | 4:44  |
| 4. | Angels of Death                             | Dave Brock                                       | 6:06  |
| 5. | The 5th Second of Forever / Dust of Time    | Harvey Bainbridge, Dave Brock, Huw Lloyd-Langton | 10:45 |

| 1. | Running Through the Back Brain (Messages) | Michael Moorcock, Hawkwind           | 6:23 |
| 2. | Dangerous Vision                          | Keith Hale (en)                      | 5:06 |
| 3. | Who's Gonna Win the War?                  | Dave Brock                           | 7:26 |
| 4. | PSI Power                                 | Robert Calvert, Dave Brock           | 4:50 |
| 5. | Shot Down in the Night                    | Steve Swindells                      | 7:15 |
| 6. | World of Tiers                            | Harvey Bainbridge, Huw Lloyd-Langton | 5:18 |
| 7. | Space Chase                               | Huw Lloyd-Langton                    | 4:11 |

### Musiciens
- Dave Brock : guitare, claviers, chant
- Huw Lloyd-Langton : guitare, chœurs
- Harvey Bainbridge : basse, claviers, chœurs
- Tim Blake : claviers, chœurs
- Ginger Baker : batterie

### Classements et certifications
| Classement                    | Meilleure position |
| ----------------------------- | ------------------ |
| Royaume-Uni (UK Albums Chart) | 21                 |